# 仇珠

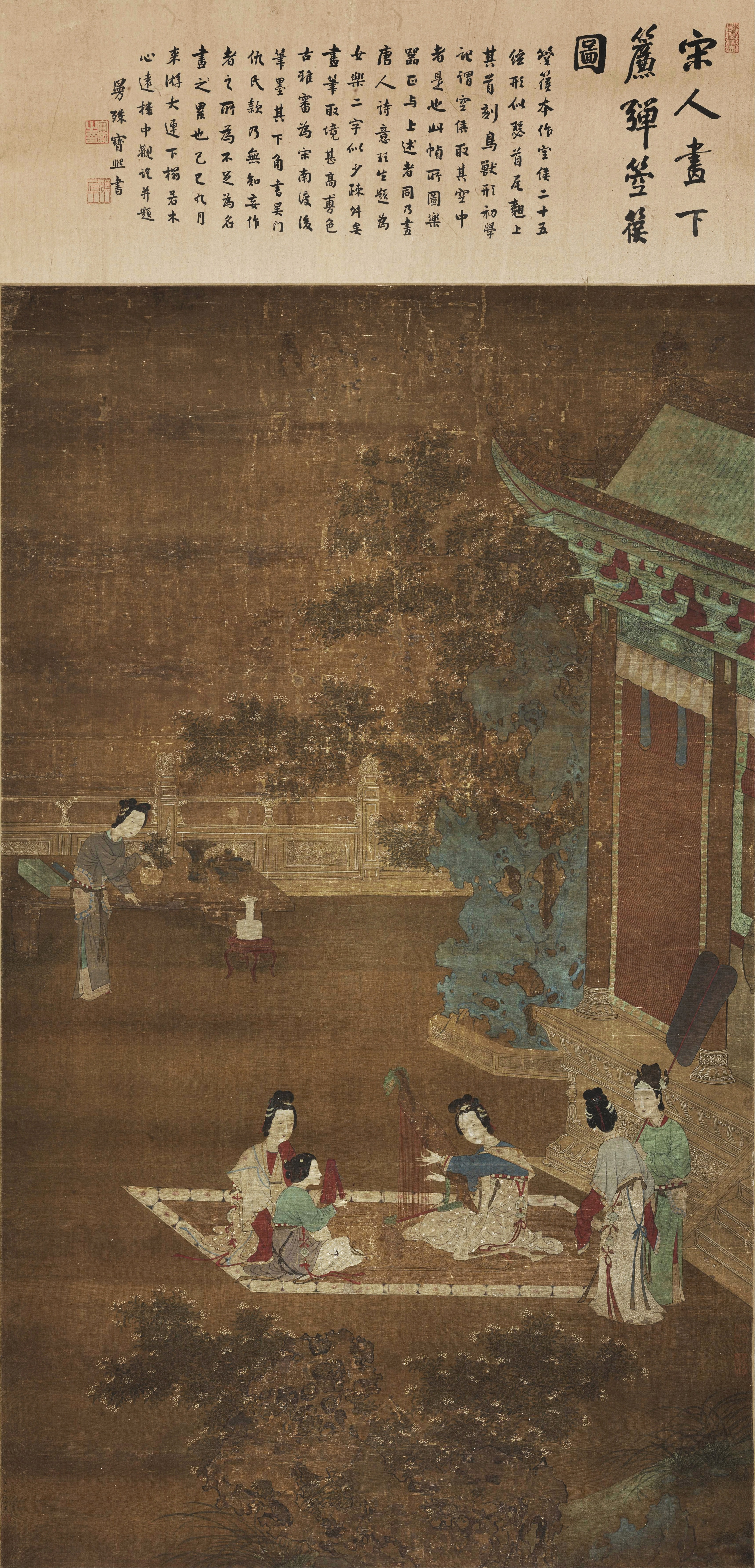
仇珠繪製的女樂圖，今藏北京故宮

仇珠，号杜陵内史，苏州府太仓县人， 是明代中期画家，為仇英之女。她的作品以仕女画、人物画為主，繪畫風格師承他的父親。 此外仇珠還會临摹古画。